# Shu-bi-du@ 16
Shu-bi-du@ 16 er navnet på Shu-bi-duas sekstende album, som udkom i 1997. Dette var det sidste album Michael Hardinger medvirkede på, inden han forlod bandet.
På præcis en måned havde albummet solgt platin (50.000 eksemplarer), og i starten af juli samme år opnåede albummet dobbelt-platin med 100.000 solgte eksemplarer.

## Spor
| #   | Titel                                                           | Længde |
| --- | --------------------------------------------------------------- | ------ |
| 1.  | "Det' godt med dig"                                             | 2:54   |
| 2.  | "Karneval"                                                      | 3:44   |
| 3.  | "Michael"                                                       | 4:06   |
| 4.  | "10 ? → Tina"                                                   | 4:21   |
| 5.  | "Fisk"                                                          | 3:59   |
| 6.  | "Mark & Ronni"                                                  | 0:28   |
| 7.  | "Den lille mands sang"                                          | 3:07   |
| 8.  | "Hey, vi kan ikke rokke med ørene"                              | 3:15   |
| 9.  | "De gule sider"                                                 | 3:15   |
| 10. | "Mindshit"                                                      | 2:37   |
| 11. | "Langt ude"                                                     | 3:33   |
| 12. | "Mark & Ronni (dance mix)"                                      | 0:47   |
| 13. | "Foggin' Rap"                                                   | 3:16   |
| 14. | "Mars"                                                          | 4:26   |
| 15. | "Tunnelåbningssang" (bonus)                                     | 3:45   |
| 16. | "Medley (Krig Og Fred, 10 ? → Tina, Kære Lone, Knuden)" (bonus) | 10:13  |

Alle titler og sporlængder er taget fra 2010-downloadudgaverne.
Melodien til "Michael" er skrevet af Smokey Robinson og Ronald White til gruppen The Temptations' sang "My girl", som blev udgivet i 1964. Den omtaler berømte personer, som ved navn Michael, såsom Mikael Jarnvig, Michael Learns to Rock, Michala Petri, Michael Laudrup, Michael Jackson, Michael Meyerheim, Michael Carøe, Michael Falch, Michael Juul Sørensen og Ib Michael, samt flere andre som Henrik Voldborg og Alex Nyborg Madsen.
"10 ? → Tina" er en række spørgsmål til Tina Kjær, som var en stor mediefigur på dette tidspunkt, og hun havde bl.a. udsendt en kalender med letpåklædte billeder.
"Den lille mands sang" er et forsvar for forhuden, og laver grin med omskæring.
"Hey, vi kan ikke rokke med ørene" er et heavy rock-nummer.
"Foggin' Rap" laver grund med ordet fuck, som var meget populært bl.a. rappere i perioden. Ordet undersættes til fog (tåge eller røg), således at en fogger er en lille røgmaskine og en motherfucker er en stor røgmaskine.
Spor 15 og 16 er bonusnumre, som kun findes på de remastered cd- og downloadudgaver fra 2010. "Tunnelåbningssang" er sangen "Sorgenfri" (fra Shu-bi-dua 7) med en ny tekst og blev indspillet i forbindelse med åbningen af Storebæltstunnellen i 1998, hvor Shu-bi-dua optrådte live med sangen. Medley'et er tidligere udgivet på opsamlingen Shu-bi-læum.

## Anmeldelser
Albummet fik blandede anmeldelser. Af de negative var Aktuelt's Lars Rix som mente at albummet ikke "lugter... af af hverken fugl eller fisk - men af penge."
Det modtog to stjerner i musikmagasinet GAFFA, Bl.a. skrev anmelderen om albummet, at "den er ikke sjovere end de foregående, bedre spillet eller bedre produceret. Den er bare Shu-bi-dua anno 1997." Ekstra Bladet og B.T. gav tre stjerner, mens Jyllands-Posten var mere positive og gav fem stjerner.